# Schlimmia garayana
Schlimmia garayana là một loài thực vật có hoa trong họ Lan. Loài này được H.R.Sweet miêu tả khoa học đầu tiên năm 1973.